# Нововасильевский
Нововасильевский — посёлок в Чановском районе Новосибирской области. Входит в состав Отреченского сельсовета.

## География
Площадь посёлка — 19 гектаров.

## История
В 1976 г. Указом Президиума ВС РСФСР посёлок фермы №3 совхоза «Отреченский» переименован в Нововасильевский.

## Население
| 2002 | 2007 | 2010 |
| ---- | ---- | ---- |
| 121  | ↘119 | ↘86  |

## Инфраструктура
В посёлке по данным на 2007 год функционируют 1 учреждение здравоохранения и 1 учреждение образования.